# Livathos
Livathos (griechisch Λειβαθός häufig auch Livathó Λειβαθό (f. sg.)), amtliche Vollform: Δήμος Λειβαθούς, früher ital. Liváto, war von 1997 bis 2010 eine Gemeinde im gleichnamigen Tal auf Kefalonia. Sie befand sich südöstlich von Argostoli und ging 2010 in der neu geschaffene Gemeinde Kefalonia auf, in der sie seither einen Gemeindebezirk mit 11 Ortsgemeinschaften bildet.
Obwohl seit jeher ein sehr fruchtbares Tal mit guten Böden, wandten sich die Bewohner der Schifffahrt zu, fast alle Reeder der Insel stammen von dort. In Metaxata bereitete sich Lord Byron auf seine Teilnahme am griechischen Freiheitskampf vor und schrieb hier auch sein Werk „Don Juan“. Die Villa, in der Byron wohnte, hat das Erdbeben nicht überlebt. 1866 hatte das Tal 2000 Einwohner. Es ist somit der einzige Teil der Insel, der heute mehr Einwohner hat als im 19. Jahrhundert. Von den 25 Ortschaften ist das Dorf Kourkoumelata am bekanntesten, das nach dem Erdbeben von 1953 durch den Reeder Andreas Vergotis für 15. Mio. $ wiederaufgebaut wurde. Auch die 1600 errichtete Klosterkirche wurde wiederaufgebaut.
Verkehrlich von Bedeutung ist der Hafen von Pessada, von wo aus die Fähre nach Zakynthos fährt.

## Sehenswürdigkeiten

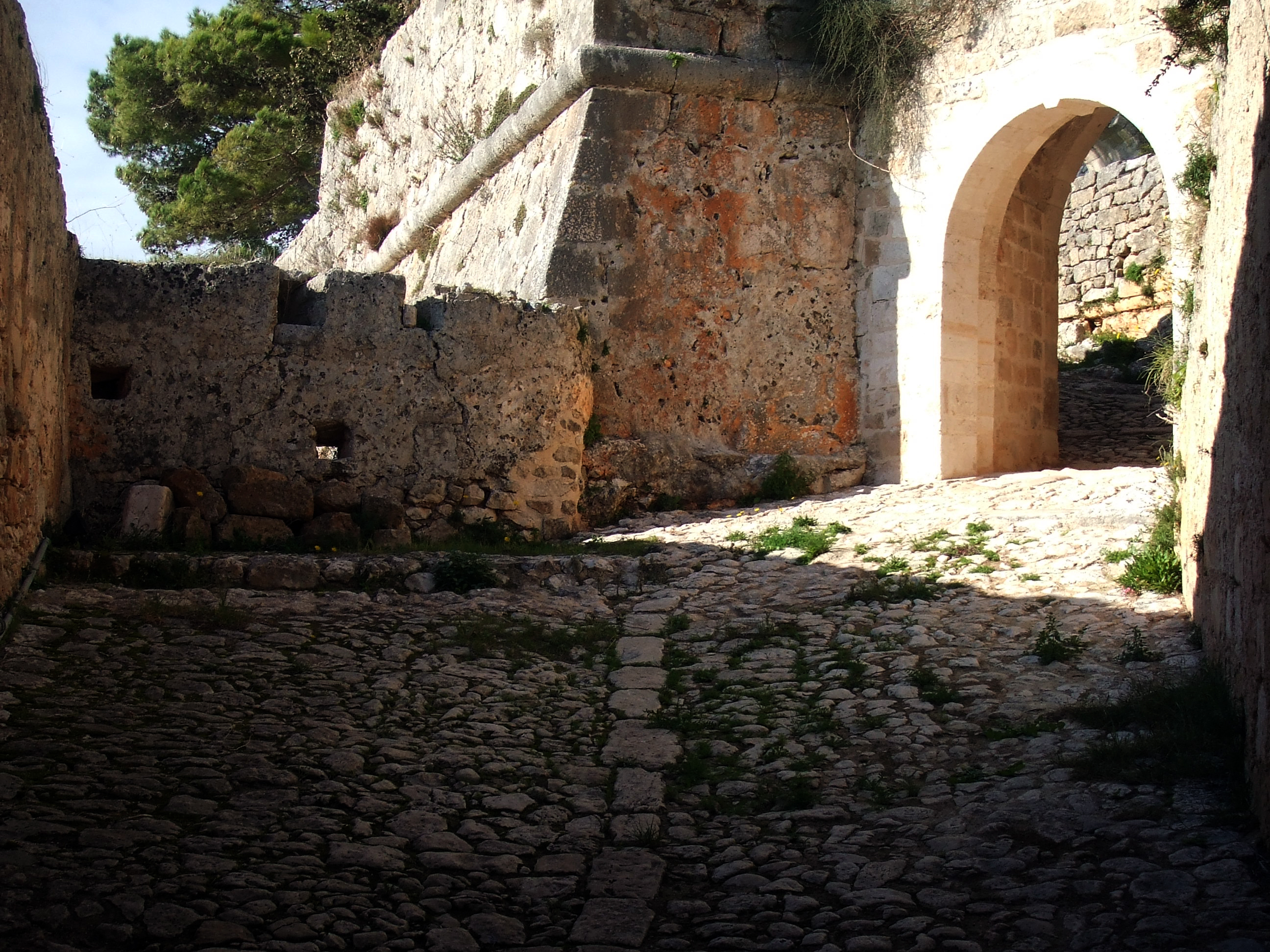
Die Festung Agios Georgios

Im nördlichen Teil der Gemeinde, an Argostoli angrenzend, befinden sich die Festung und die Ortschaft Agios Georgios. Die Zitadelle („Borgo“) war ab 1262 der Sitz des Pfalzgrafen von Kefalonia. Später verschanzten sich die Türken in der Festung, 1499 eroberten die Venezianer (unterstützt von spanischen Truppen) nach zweimonatiger Belagerung die Festung und beendeten die kurze Türkenherrschaft. An der Straße zur Zitadelle befindet sich die Renaissance-Kirche Evangelistria.
Die üppige Vegetation des Dorfes Lourdata kann über einen ausgewiesenen Wanderpfad des Vereins Archipelagos erkundet werden. Die Rundwanderroute beginnt an der Platia, dem Dorfplatz, und dauert etwa zweieinhalb Stunden.